# Hunteria densiflora
Hunteria densiflora är en oleanderväxtart som beskrevs av Marcel Pichon. Hunteria densiflora ingår i släktet Hunteria och familjen oleanderväxter. Inga underarter finns listade i Catalogue of Life.